# Phillip Adams
Phillip Adams (Maryborough, Australia, 12 de julio de 1939) es un activista y locutor australiano de la emisora nacional de radio Australia ("Radio National"), director de cine, autor, arqueólogo y controversista. Es autor de más de 20 libros, los cuales han vendido en total más de un millón de ejemplares.

## Biografía
Nació en Maryborough, Victoria, único hijo de un ministro del Congregational Church, ateo según sus propias palabras, pero de vez en cuando habla sobre asuntos espírituales durante sus entrevistas. Vive en su rancho ganadero "Elmswood", ubicado en el Hunter Valley de Nueva Gales del Sur. Es coleccionista de antigüedades de Egipto, el Imperio Romano y Grecia Antigua.
Su compañera sentimental es Patrice Newell.

### Vida pública
Adams ha sido un columnista en Australia por casi 40 años en periódicos y jornales y a veces sus opiniones han sido controvertidas en el contexto del pensamiento australiano.
Ha jugado un papel importante desarrollando la industria cinematográfica en Australia durante los años 1970.
. Escribió un informe que fue decisivo al empujar al entonces primer ministro de Australia John Gorton para empezar un renacimiento de la industria de películas. Con Barry Jones, creó el Experimental Film Fund y apoyó fuertemente el Australian Film and Television School. Además creó el South Australian Film Corporation con Don Dunstan, lo cual fue utilizado como un ejemplo para otras organizaciones semejantes en los demás estados australianos.
Como locutor, Adams ha entrevistado más que 15.000 políticos, filósofos, economistas, teólogos, historiadores, autores, arqueólogos y catedráticos.
Su programa Late Night Live se emite dos veces cada día por la red ABC.
De joven trabajó en una agencia de publicidades. Actualmente escribe una columna de forma asidua por el periódico de distribución nacional The Australian propiedad de News Corporation y concretamente de Rupert Murdoch.
Políticamente sus opiniones son consideradas de la izquierda.
De vez en cuando ha sido atacado por el antiguo ministro de comunicaciones Richard Alston por su presunta tendencia hacia la izquierda.
Integra el consejo asesor de WikiLeaks.

## Juntas Directivas y Presidencias

### Actuales presidencias
- Centre for the Mind en la Universidad de Sídney y la Universidad Nacional de Australia.

### Juntas Directivas actuales
- Adelaida's Festival of Ideas
- Brisbane's "Ideas at the Powerhouse"
- Families in Distress Foundation.

### Antiguos presidencias
- Australian Film, Radio and Television Board
- Australian Film Institute
- Australian Film Commission
- Film Australia
- National Australia Day Council
- Commission for the Future
- presidente del Victorian Council for the Arts.

### Juntas Directivas Antiguas
- Museum of Australia
- Greenpeace Australia
- CARE Australia
- Australian Children's Television Foundation
- Film Victoria
- Anti-Football League.
- Co-founder of the Australian Skeptics.

### Sociedades
- socio fundador del Australia Council
- socio perpetuo del Australian Fabian Society

### Patrocinador
Defence for Children International, DCI - Australia

## Galardones
- Dos veces Orden de Australia
- Australian Humanist of the Year (1987)
- Raymond Longford Award, 1981.
- Senior ANZAC Fellow en 1981
- Henry Lawson Arts Award (1987)
- Living Treasures por el National Trust en 1998
- Honorary doctorate de Griffith University

## Libros
- The Unspeakable Adams
- Adams Versus God
- Talkback
- Retreat From Tolerance
- A Billion Voices
- Adams Ark, (2004)
- The Inflammable Adams
- More Unspeakable Adams
- Adams with Added Enzymes
- The Big Questions (with Professor Paul Davies)
- More Big Questions (with Professor Paul Davies)

Con su compañera sentimental Patrice Newell, es autor de varios libros de chistes:
- The Penguin Book of Australian Jokes (1994)
- The Penguin Book of Jokes from Cyberspace (1995)
- The Penguin Book of More Australian Jokes (1996)
- The Penguin Book of Schoolyard Jokes (1997)

## Trabajo en Películas

### Películas
- Jack and Jill: A Postscript (1970) (productor, director, autor)
- The Naked Bunyip (1970) (productor)
- The Adventures of Barry McKenzie (1972) (productor)
- Don's Party (1976) (productor)
- The Getting of Wisdom (1978) (productor)
- Grendel Grendel Grendel (1981) (productor)
- Fighting Back (1982) (ejecutivo productor)
- Lonely Hearts (1982) (ejecutivo productor)
- We of the Never Never (1982) (executive productor)
- Abra Cadabra (1983) (productor)
- Hearts and Minds (1966) (productor)

### Papeles dramáticos
- Dallas Doll (1994) como locutor de radio
- Road to Nhill (1997) como dios (voz)

### Televisión
- Adams' Australia (part of BBC TV's contribution to Australia's celebrations for its bicentenary).
- The Big Questions con Profesor Paul Davies
- Death and Destiny filmado en Egipto con Paul Cox.
- More Big Questions con el profesor Paul Davies